# Suffern
Suffern és una població dels Estats Units a l'estat de Nova York. Segons el cens del 2000 tenia 11.006 habitants.

## Demografia
Segons el cens del 2000, Suffern tenia 11.006 habitants, 4.634 habitatges, i 2.836 famílies. La densitat de població era de 2.033,2 habitants per km².
Dels 4.634 habitatges en un 25,2% hi vivien nens de menys de 18 anys, en un 47,6% hi vivien parelles casades, en un 10,2% dones solteres, i en un 38,8% no eren unitats familiars. En el 32,5% dels habitatges hi vivien persones soles el 12,2% de les quals corresponia a persones de 65 anys o més que vivien soles. El nombre mitjà de persones vivint en cada habitatge era de 2,36 i el nombre mitjà de persones que vivien en cada família era de 3.
Per edats la població es repartia de la següent manera: un 20,1% tenia menys de 18 anys, un 7,4% entre 18 i 24, un 32,9% entre 25 i 44, un 24,7% de 45 a 60 i un 14,9% 65 anys o més.
L'edat mediana era de 39 anys. Per cada 100 dones de 18 o més anys hi havia 89,7 homes.
La renda mediana per habitatge era de 59.754 $ i la renda mediana per família de 74.937 $. Els homes tenien una renda mediana de 46.959 $ mentre que les dones 36.093 $. La renda per capita de la població era de 29.208 $. Entorn del 3,5% de les famílies i el 5,7% de la població estaven per davall del llindar de pobresa.